# Triplophysa hazaraensis
Triplophysa hazaraensis is een straalvinnige vissensoort uit de familie van de bermpjes (Nemacheilidae). De wetenschappelijke naam van de soort is voor het eerst geldig gepubliceerd in 1975 door Omer & Mirza.